# Fritz Gottschalk
Fritz Gottschalk (* 15. Oktober 1853 in Berkeln, Kreis Niederung; † 18. November 1917 in Sauerwalde, Kreis Ragnit) war Gutsbesitzer und Mitglied des Deutschen Reichstags.

## Leben
Gottschalk besuchte die Realschule in Tilsit und die Ackerbauschule in Lehrhof-Ragnit. Er war von 1872 bis 1883 Wirtschaftsinspektor in Ost- und Westpreußen und ab 1883 Besitzer des Gutes Sauerwalde im Kreise Ragnit. 1876 diente er als Einjährig-Freiwilliger, erwarb die Qualifikation zum Reserveoffizier und war dann Feldbeamter. Weiter war er Amtsvorsteher, Kreistags- und Kreisausschussmitglied und Mitglied der Landwirtschaftskammer. Von 1898 bis zu seinem Tode war er Mitglied des Preußischen Abgeordnetenhauses. Ab 1913 war er Mitglied des Deutschen Reichstags für den Reichstagswahlkreis Regierungsbezirk Gumbinnen 2 und die Deutschkonservative Partei.
Er wurde ausgezeichnet mit dem Roten Adlerorden IV. Klasse.